# Römerstraße Neckar-Alb-Aare

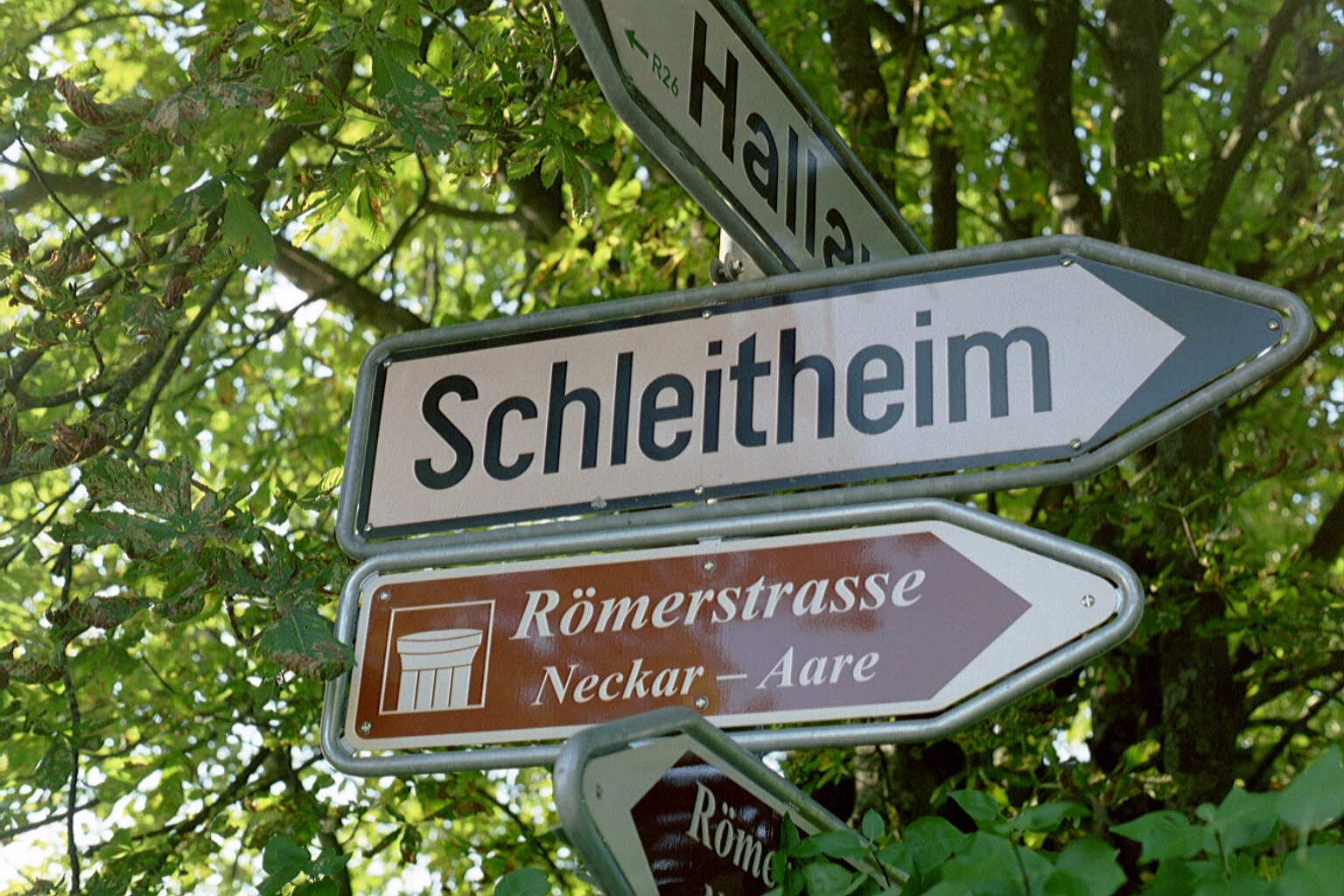

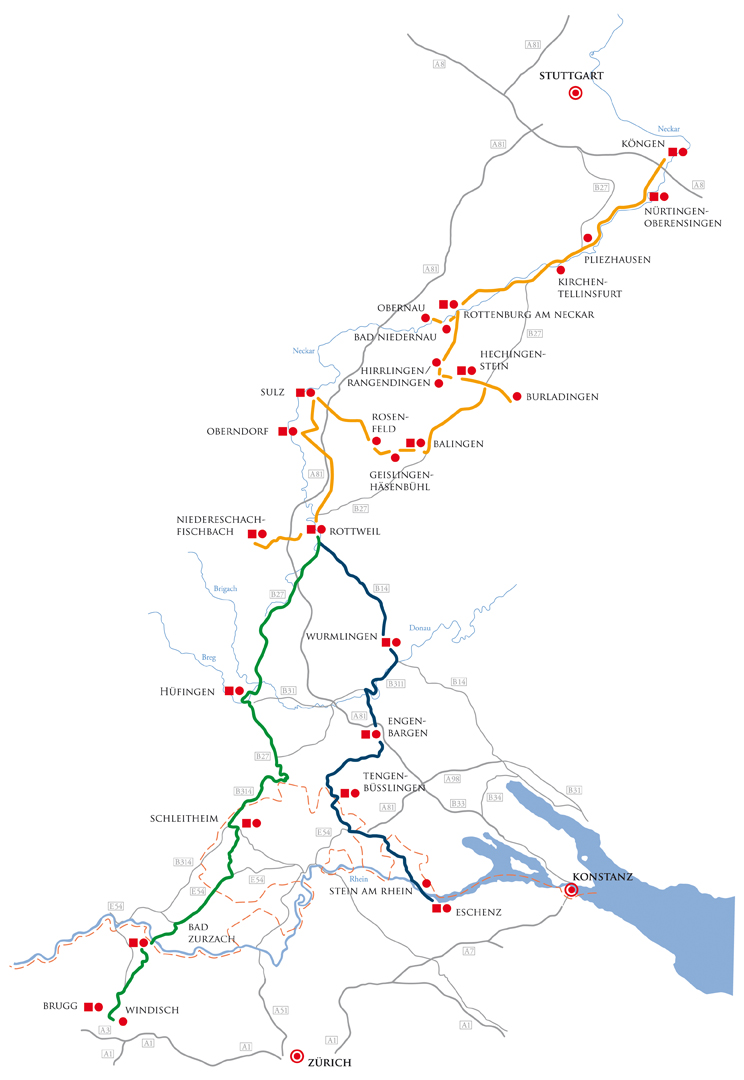

De Römerstraße Neckar-Alb-Aare is een toeristische autoroute in Baden-Württemberg, Duitsland en in Zwitserland. De bewegwijzerde route voert langs Romeinse overblijfselen tussen Neckar en het Bodenmeer, en verder in Zwitserland. De route loopt langs: Köngen, Nürtingen-Oberensingen, Pliezhausen, Kirchentellinsfurt, Rottenburg am Neckar, Obernau, Bad Niedernau, Eutingen im Gäu-Rohrdorf, Hirrlingen/Rangendingen, Hechingen-Stein, Burladingen, Balingen, Geislingen-Häsenbühl, Rosenfeld, Sulz am Neckar, Oberndorf am Neckar, Rottweil, Niedereschach-Fischbach, Rottweil (Arae Flaviae), Hüfingen (Brigobanne), Schleitheim (Juliomago), Bad Zurzach (Tenedo), Brugg, Windisch (Vindonissa), Wurmlingen (Landkreis Tuttlingen), Engen-Bargen, Tengen-Büßlingen, Stein am Rhein, Eschenz, Pfyn (Ad Fines).